# تشارلز ماتورين
تشارلز روبرت ماتورين ، المعروف أيضًا باسم سي آر ماتورين (25 سبتمبر 1780 - 30 أكتوبر 1824)، كان رجل دين بروتستانتيًا أيرلنديًا (رساماً راهب في كنيسة أيرلندا) وكاتبًا للمسرحيات والروايات القوطية. عمله الأكثر شهرة هو رواية ميلموث واندر (Melmoth the Wanderer).

## السيرة
إنحدر ماتورين من هوجوينوتس الذي وجد مما كانوا في مأوى في أيرلندا، أحدهم كان غابرييل جاك ماتورين الذي أصبح عميد كاتدرائية سانت باتريك في دبلن بعد جوناثان سويفت في عام 1745. ولد تشارلز روبرت ماتورين في دبلن وذهب إلى كلية ترينيتي. بعد فترة وجيزة من تعيينه كقسيس في لوغريا، مقاطعة غالواي، في عام 1803، عاد إلى دبلن في كنيسة القديس بطرس. عاش في شارع يورك مع والده ويليام، مسؤول مكتب البريد، ووالدته فيديليا واتسون، وتزوج في 7 أكتوبر 1804 من المغنية الشهيرة هنرييتا كينجزبري.

## الأعمال
أعماله الثلاثة الأولى كانت روايات قوطية نشرت تحت الاسم المستعار دينيس جاسبر ميرفي، وكانت إخفاقات نقدية وتجارية. لكنهم لفتوا انتباه السير والتر سكوت، الذي أوصى بعملها ماتورين للورد بايرون. بمساعدتهم، تم عرض مسرحية ماتورين بيرترام في عام 1816 في مسرح دروري لين لمدة 22 ليلة، مع إدموند كين في دور البطولة بيرترام. ومع ذلك، فقد تباطأ النجاح المالي مع ماتورين، حيث تزامن عرض المسرحية مع بطالة والده وإفلاس قريب آخر، وكلاهما ساعدهما الكاتب الناشئ. ومما زاد الطين بلة، أن صموئيل تايلور كوليردج ندد علنا المسرحية بأنها مملة وبغيضة، و «دليل حزين على تحطيم العقل العام»،  والذهاب إلى حد ما بوصف المسرحية بأنها ملحدة.
تلقت كنيسة أيرلندا علما بهذه وما سبقها من الانتقادات وبعد أن اكتشف هوية مؤلف بيرترام ' (كان ماتورين تخلى عن اسم مستعار لجمع الأرباح من مسرحية)، ومنع في وقت لاحق من العمل في المجال الدينية. اضطر لدعم زوجته وأطفاله الأربعة عن طريق الكتابة (كان راتبه كإشراف يتراوح بين 80 و 90 جنيهًا إسترلينيًا سنويًا، مقارنةً بمبلغ 1000 جنيه إسترليني الذي قدمه لبرترام)، ثم عاد من الكاتب المسرحي إلى الروائي بعد سلسلة من مسرحياته التي فشلت. أنتج العديد من الروايات بالإضافة إلى ميلموت التائه، بما في ذلك بعض الموضوعات الأيرلندية والرواية Albigenses ، وهي رواية تاريخية تضم ذئاب ضارية. قصائد مختلفة قد نسبت إلى ماتورين لأسباب مشكوك فيها ويبدو أنها من أعمال الآخرين. تم نشر «الخطوط على معركة واترلو» الحائزة على الجوائز في عام 1816 تحت اسم الخريج الجامعي جون شي. ظهر «الكون» باسم ماتورين في صفحة العنوان في عام 1821، ولكن يُعتقد الآن أنه من أعمال جيمس ويلز.
مات ماتورين في دبلن في 30 أكتوبر 1824. في وقت لاحق، كان كاتب في مجلة الجامعة يلخص شخصيته على أنه «غريب الأطوار تقريبًا إلى الجنون ويتضاعف من الأضداد - وهو قارئ لا يشبع من الروايات؛ واعظ أنيق؛ وراقص متواصل؛ وكوكس كومب في اللباس والأخلاق».
سمعة دولية
في عام 1821، تم تعديل مسرحية ماتورين الناجحة إلى الفرنسية باسم بيرترام، أعجب فيكتور هوغو بالمسرحية وأسس ألكسندر دوما كتابه أنطوني على بطلها في 1831. طُبعت المسرحية أيضًا وأنتجت كثيرًا في الولايات المتحدة.
نُشرت رواية ميلموت التائه أيضًا بالترجمة الفرنسية عام 1821 وكانت بمثابة نموذج مؤثر للكتاب في فرنسا. في عام 1835، كتب أونوريه دي بلزاك محاكاة ساخرة لها، حيث يذهب بطل ماتورين إلى باريس، حيث يجد في عالمه المصرفي روحًا «استبدلت مبدأ الشرف بمبدأ المال» ويجد بسهولة شخصًا يقبل اللعنة. في نظر بلزاك، «هذه الرواية مأخوذة من نفس الفكرة التي ندين لها بالفعل دراما فاوست والتي قطع منها اللورد بايرون ملابسه منذ مانفريد». كان تشارلز بودلير أيضًا معجبًا برواية ماتورين، وساوى إياها بشعر بايرون وإدغار آلان بو.

## الروابط العائلية
تزوجت أخت زوجة ماتورين من تشارلز إلجي، التي أصبحت ابنتها جين فرانشيسكا والدة أوسكار وايلد. وهكذا كان تشارلز ماتورين هو عم أوسكار وايلد الأكبر بالزواج. تجاهل وايلد اسمه واتخذ اسم رواية ماتورين، ميلموث، خلال منفاه في فرنسا.
الابن الأكبر لماتورين، ويليام باسيل كينجسبري ماتورين، تبعه في الوزارة، كما فعل العديد من أحفاده. توفي أحد هؤلاء، باسل دبليو ماتورين، في غرق السفينة آر إم إس لوسيتانيا عام 1915. وكان الابن الثاني إدوارد ماتورين، الذي هاجر إلى الولايات المتحدة وأصبح روائيًا وشاعرًا هناك.
كان ويليام ماتورين (1803-1887)، وهو تراكتاريان، كاهن كنيسة أيرلندا في جرانجورمان وأيضًا أمين مكتبة مكتبة رئيس الأساقفة مارش، دبلن، من 1872 حتى 1887.

## دار الأوبرا
- ستة محاضرات عن أحداث الأسبوع المقدس (أوكسوني، 1860)
- نعمة الأموات في المسيح (لونديني، 1888)

## الأعمال المعروفة

### روايات
- الثأر القاتل أو، عائلة مونتوريو (1807) متوفرة على الإنترنت
- لفتى الأيرلندي البري (1808) متاح على الإنترنت
- رئيس ميليسيان (1812) Available online
- نساء؛ أو، مع أو ضد؛ حكاية (1818) متاح على شبكة الإنترنت: VOL.1 ، VOL.2 ، vol.3
- ميلموث واندر (1820) متاح على الإنترنت
- ألبيجنس (1824) متوفرة على الإنترنت
- قلعة يكسليب (1825) المتاحة على الإنترنت

### المسرح
- بيرترام. أو قلعة سانت ألدوبراند (1816) متاح على الإنترنت
- مانويل (1817) متاح على الإنترنت
- فريدولفو (1819) متاح على الإنترنت

### خُطب
- الخطب (1819) متاح على الإنترنت
- خمس عظات عن أخطاء الكنيسة الرومانية الكاثوليكية (1824) متاحة على الإنترنت

## روابط خارجية
- تشارلز ماتورين على موقع الموسوعة البريطانية (الإنجليزية)